# Affaire Edith Scaravetti
L’affaire Edith Scaravetti ou affaire Laurent Baca est une affaire criminelle française concernant le meurtre de Laurent Baca, compagnon d’Edith Scaravetti au moment des faits. Laurent Baca a été tué dans la nuit du 5 au 6 août 2014 d’une balle de 22 long rifle dans la tempe, puis son corps a été coulé dans du béton. 
Edith Scaravetti a, pendant quatre mois, soutenu le fait qu’elle était sans nouvelles de son concubin parti livrer des stupéfiants en Espagne. Mais l’hypothèse de ce « go fast » a étonné la famille de Laurent Baca ainsi que des enquêteurs, d’autant plus qu’Edith Scaravetti a mis plusieurs jours à signaler sa disparition et cela sous l’insistance et les nombreux questionnements de la belle-famille.
Edith Scaravetti a avoué la mort de son compagnon après quatre mois d’enquête, le 20 novembre 2014. 
Le 17 mai 2019, Edith Scaravetti est condamnée par la Cour d’assises d’appel du Tarn-et-Garonne, à Montauban à dix ans de prison en appel pour le meurtre de son conjoint. En première instance, la Cour d’assises de Haute-Garonne, à Toulouse, avait retenu l’homicide involontaire et prononcé trois ans d’emprisonnement à l’encontre de la femme.
Edith Scaravetti est sortie de prison à la mi-septembre 2021.

## Les faits

### Le récit d'Edith Scaravetti
Laurent Baca, 37 ans, vivait avec ses trois enfants et sa compagne Edith Scaravetti, auxiliaire de vie de 27 ans, à quelques kilomètres seulement de la maison de ses parents à Toulouse. Ce couple était ensemble depuis une dizaine d’années. 
L’enquête sur la disparition de Laurent Baca a débuté au mois d’août 2014, le mercredi 6 août Martine la mère de Laurent cherche à joindre son fils, ils sont très proches et s’appellent au téléphone chaque jour. La mère de Laurent appelle aux alentours de 12h20 au domicile de Laurent Baca, c’est Edith qui décrochera, elle lui répondra que Laurent n’est pas présent qu’il est parti aider un ami, et aurait laissé son portable au domicile. Le jeudi 7 août, Laurent Baca n’a toujours pas donné de signe de vie et Edith ne fournit aucune explication à la famille. Cela surprend d'autant plus les proches de Laurent qui constatent que son véhicule, son portable, son argent et tous ses vêtements sont restés chez lui. Le père de Laurent Baca informe alors Edith que s’ils demeurent sans nouvelles à 19 heures, il contactera la police. Le 11 août la police est alors alertée mais elle ne peut pas faire d’investigation très poussée sur cette disparition inquiétante car Laurent Baca est majeur et a, de ce fait, le droit de s’absenter sans explication. 
Désespérés, les parents, frères et sœurs de Laurent Baca disposent dans tout le centre de Toulouse et ses environs des avis de recherches avec la photographie de Laurent Baca et sa description. Edith Scaravetti ne participera pas aux recherches, elle reste en retrait et maintient que son compagnon va revenir. Mais les semaines défilent et toujours aucune nouvelles de Laurent Baca, la famille décide alors d’aller consulter une voyante qui leur annonce le décès de Laurent Baca, elle ajoutera qu’elle l’aperçoit dans de l’eau. La famille commence alors à inspecter les abords du lac à Toulouse en vain. Peu à peu des rumeurs sur la personnalité de Laurent Baca commencent à circuler dans son entourage, le disparu ne serait pas qu’un père de famille irréprochable. Au club de football du quartier, les amis de Laurent Baca s’interrogent car ce passionné de sport qui entrainait les plus jeunes durant son temps libre avait déjà eu des démêlés avec la justice, des histoires dont le président du club de football avait bel et bien entendu parler mais qui restait des rumeurs notamment sur son alcoolisme et sa violence. Laurent Baca avait déjà été condamné pour coups et blessures par la justice, il a également été impliqué dans sa jeunesse dans une affaire de trafic de stupéfiants. Edith le savait et va d'ailleurs s’appuyer sur ce passé de délinquant pour tenter de justifier son absence. Tandis que son compagnon a disparu depuis un mois, Edith affirme au père de Laurent qu'il aurait été recruté par des trafiquants pour transporter de la drogue, il serait parti faire un « gros coup », un « go-fast » en Espagne. La famille Baca n’y croit pas. Edith change à de multiples reprises de version et se contredit, son comportement est pour la famille Baca, de plus en plus étrange, alors que les mois passent, Edith ne paraît toujours pas affectée par la disparition de son compagnon. La mère de Laurent Baca émet alors l’hypothèse que le couple ne s’entendait plus et qu’Edith aurait pu tuer son compagnon lors d'une dispute qui aurait dégénéré puis se serait débarrassée du corps, Edith ne réagira pas aux propos de sa belle-mère.

### Les aveux d'Edith Scaravetti
Les policiers de leur côté également commencent à avoir des soupçons sur Edith Scaravetti. Le 20 novembre, à 8 heures du matin, trois mois après la disparition, la police perquisitionne le domicile d’Edith Scaravetti, chemin de Tucaut, dans le quartier résidentiel de Saint-Simon, à quelques kilomètres du centre-ville de Toulouse. Les enfants d'Edith Scaravetti sont confiés aux voisins dès le début de la perquisition. Ils découvrent des taches de sang dans le salon et dans les combles et le corps de Laurent sous des kilos de béton, emmuré dans les combles. Edith avoue le crime et est immédiatement arrêtée et écrouée.
À l'origine du crime, une dispute violente entre Laurent et sa compagne Edith. Edith révèle aux policiers qu'elle aurait tué son compagnon car il la battait depuis de nombreuses années, il l’aurait même, selon elle, menacée de la tuer. Avec leur avocat, la famille Baca découvre avec stupeur le récit détaillé du soir du meurtre. Le soir du 6 août, une dispute violente éclate au domicile du couple, une dispute comme il y en avait fréquemment, un fusil va se retrouver au milieu de cette dispute, Edith va être mise en joue, ce qui ne serait pas une première selon ses dires, puis Laurent retournera le fusil, et Edith fera partir le coup fatal. Edith serait alors une femme victime de violences conjugales qui voulait se protéger elle et ses enfants d’un compagnon violent. C’est cette version que les avocats d’Edith, Maître Catala et Maître Boguet, mettront en avant. Mais le dossier est complexe, aucune main courante ni même aucune plainte ne peut attester de la violence conjugale qu’aurait subi Edith. Lors d'une visite de ses avocats en prison Edith raconte l’ensemble des sévices dont elle aurait été victime, parmi ces sévices, Laurent Baca l’aurait marqué de ses initiales à l'aide d’un couteau chauffé à blanc sur les parties les plus intimes de la femme. 
La légitime défense, c’est ce que les avocats de la jeune femme veulent avancer. Un témoignage capital d'une amie d’Edith va dans ce sens, Véronique Basset, confidente et collègue de travail d'Edith Scaravetti. Véronique a été victime de violences conjugales pendant des années, elle a remarqué certains détails chez Edith, des bleues sur le visage maquillé, des hématomes aux jambes et aux bras. Un jour, Edith, malgré son caractère dit très pudique, lui avouera être victime de violences conjugales. Elle décrit son compagnon comme quelqu’un de très jaloux, d’alcoolique et de violent, elle lui explique qu’il a une carabine et qu'il l'a menacé à de nombreuses reprises de la tuer elle et ses enfants. Edith n’en a jamais parlé à personne et tente de le dissimuler par tous les moyens, elle espère secrètement que c’est une mauvaise passe et que l’homme qu'elle a aimé redeviendra comme au tout début de leur relation 10 ans auparavant, c’est ce que Laurent lui promet après chaque dispute, affirme Véronique Basset. La famille de Laurent Baca refuse de croire à cette version des faits. La sœur de Laurent Baca qui était très proche d’Edith, qui a partagé des voyages et des années d’intimités avec elle, n’a jamais rien remarqué de particulier, avance-t-elle.
Se pose alors la question du profil psychologique d’Edith, entre victime de violences conjugales qui souffrait en silence et meurtrière qui cherche des excuses à son geste. La famille Baca émet l’hypothèse selon laquelle Edith aurait eu une relation extra-conjugale et que Laurent Baca l’aurait découverte.

## Les procès

### Le premier procès
En mars 2018, Edith Scaravetti comparaît pour meurtre devant la cour d'assises de Toulouse. Le procès a duré 5 jours. Pour clore ce procès, les avocats d'Edith Scaravetti ont déclaré : 
« Édith Scaravetti vivait dans une tempête permanente mais nous devons nous interroger sur ses intentions criminelles. Pouvait-elle seulement envisager de concevoir ce projet. Plan A, plan B, ces hypothèses sont ridicules. Mais enfin si elle avait réfléchi, aurait-elle gardé l’arme ? Aurait-elle gardé le corps ? » M. Boguet,,,
« Comment peut-on imaginer que l’alcool, la drogue, toutes ces consommations répétées n’ont pas eu de conséquences sur la vie de couple. Son calvaire doit se terminer. Vous devez rendre sa liberté à Édith Scaravetti ! » - Me Catala. 
« Laurent Baca était alcoolique, violent physiquement et moralement. Les explications de Mme Scaravetti sont plausibles. Le doute doit profiter à l’accusée. La cour reconnaît Édith Scaravetti coupable d’un homicide involontaire. Elle est condamnée à 3 ans de prison. » conclut le président Michel Huyette.
Edith Scaravetti a été condamnée le 23 mars 2018 à 3 ans de prison ferme pour homicide involontaire envers son mari, Laurent Baca. Pour avoir tué son mari, Edith Scaravetti risquait la réclusion criminelle à perpétuité. La jeune femme ayant déjà passé plus de 3 ans en préventive, elle est donc ressortie libre de son procès.

### Le second procès en appel
Le 23 mars 2018, Edith Scaravetti avait été condamnée en première instance à 3 ans de prison pour « homicide involontaire », à la suite de cette décision le parquet général avait décidé de faire appel. Le second procès en appel aura lieu en mai 2019, le verdict sera annoncé le 17 mai 2019.
Lors de sa défense, Edith Scaravetti assure avoir été réveillée en pleine nuit, insultée et frappée, menacée par une carabine avant d'être provoquée. "Tire mais tire donc", lui aurait dit son compagnon Laurent Baca sous l'effet de l'alcool. Elle a toujours affirmé ignorer que l'arme était chargée, et avoir tiré sans s'en rendre compte dans un premier temps. Pour l'accusation et les parties civiles, l'histoire ne tient pas la route, le bruit aurait forcément réveillé les enfants et le médecin qu'elle a consulté le lendemain n'a observé aucune trace suspecte.
Devant la cour d'assises de Haute-Garonne, l'avocat général avait requis 20 ans de prison. Après une semaine de procès,  Edith Scaravetti a été condamné à dix ans de réclusion criminelle. Lors de leurs plaidoiries, Maître Catala et Maître Boguet, les avocats de l'accusée,  sont revenus sur les souffrances qu’elle a endurées pendant 10 ans.
« L’enquête de police conclut en évoquant qu’elle a subi un calvaire pendant les dix ans de relation avec Laurent Baca. Ce ne sont pas ses avocats qui le disent, c’est la police. Et je regrette que l’on n’ait pas lu cette phrase ici alors que ce sont des éléments portés au dossier. » – Me Catala,.
« Les initiales gravées sur son corps, la balle retrouvée dans le matelas : et si c’était vrai ? La conscience de cette femme a été progressivement vidée de son essence et je me pose la question du choix, de son libre arbitre. Je crois que l’emprise de Laurent Baca persiste comme dans la plupart des cas de violences conjugales. Rappelons des statistiques effrayantes. En 2017, en France, une femme sur deux se dit victime de violences psychologiques dans leur couple. Deux tiers n’en parlent jamais et dans le tiers qui reste, seules 19% acceptent de se constituer parties civiles. Une plainte doit faire l’objet de six ou sept mains courantes préalables. En France ! Faut avoir le courage d’en parler six ou sept fois ! Édith Scaravetti a subi des violences, des viols domestiques, des actes de torture et une tentative d’homicide à la carabine. Sans oublier les mots qui tuent. Ceux qui désintègrent. Elle se trouvait dans une spirale infernale et c’est insultant que de penser que c’est imaginaire. Mais non : même pour les initiales trouvées sur son corps, on a dit La coquine fracassée se les est peut-être faites toute seule en maison d’arrêt. Il faut l’entendre. Or il l’a réifiée comme on marque une vache dans un cheptel. » – Me Boguet,.
À la suite de ce verdict du 17 mai 2019, les enfants d’Edith Scaravetti seront placés en attendant que les familles Baca et Scaravetti puissent demander un droit de garde.

### Émissions télévisées
- « Affaire Baca, un cadavre dans le grenier », le 12 octobre 2016 dans Enquêtes criminelles : le magazine des faits divers sur W9
- « Edith Scaravetti et le mort du mur », le 22 octobre 2023 dans Faites entrer l’accusé sur RMC Story
- « Affaire Edith Scaravetti, une tragédie conjugale », le 19 octobre 2024 dans Au bout de l'enquête, la fin du crime parfait ? sur France 2